# Métro de Londres
Pour les articles homonymes, voir Underground.
Le métro de Londres (en anglais : London Underground) est le réseau métropolitain qui dessert le Grand Londres et les comtés voisins de l'Essex, du Hertfordshire et du Buckinghamshire. Il est communément appelé l'Underground — qui signifie « Souterrain », bien que 55 % du réseau soit situé en surface — ou The Tube (« Le tube »), en référence à la forme cylindrique des tunnels de ses lignes profondes. Le premier projet d'un métro à Londres remonte à 1827. La Metropolitan Railway en est la première ligne, inaugurée le 10 janvier 1863, ce qui en fait le plus vieux réseau métropolitain au monde, son tracé constituant désormais dans sa majeure partie la Hammersmith & City line. Le réseau actuel compte 11 lignes et dessert 272 stations sur près de 402 kilomètres. Il permet le transport de 1,379 milliard de voyageurs lors du cycle annuel 2016-2017, soit une moyenne quotidienne de plus de 4,8 millions de passagers.
Les lignes les plus anciennes du réseau actuel, construites par plusieurs entreprises privées, sont rattachées à un réseau de transport intégré (qui exclut les principales lignes de chemin de fer) en 1933, lors de la création du London Passenger Transport Board (LPTB), plus connu sous le nom de London Transport. Le réseau souterrain devient alors une entité unique lors de la création du London Underground Limited (LUL) par le gouvernement britannique en 1985. Depuis 2003, la LUL est une filiale à part entière de l'organisme Transport for London (TfL), entreprise publique chargée de la plupart des opérations de transport dans le Grand Londres, dirigée par un comité de direction et un commissaire nommé par le maire de Londres. Le métro circule sur une voie électrifiée par troisième rail et quatrième rail (630 V). Sur certaines lignes, un rail spécial assure le pilotage automatique des rames (pilotage qui reste toutefois surveillé par le conducteur de la rame). Un second réseau, le Docklands Light Railway, dessert également l'agglomération de Londres et plus particulièrement le quartier des Docklands et la City.

## Réseau
Jusqu'à l'été 2016, le métro londonien ne circule pas 24 heures sur 24, une maintenance quotidienne (voies, rails, matériel roulant, nettoyage, travaux d'entretien) étant effectuée durant la nuit, après la fermeture des stations, car les rames de métro ne peuvent pas, pour la majeure partie, être acheminées dans des dépôts pour être vérifiées et réparées. Les premières rames démarraient entre 4 h 45 et 5 h 30 selon les lignes, et fonctionnaient jusqu'à 0 h 20 du matin (6 jours sur 7, vers 23 h 30 le 7e jour).
Cette situation change avec l'introduction du Night Tube, comme voulu par Boris Johnson, maire de Londres, le 19 août 2016. Depuis cette date, les métros des Central line (entre Ealing Broadway à l'ouest, et Hainault et Loughton à l'est) et Victoria line (dans sa totalité, entre Walthamstow Central et Brixton) circulent également les nuits le vendredi et le samedi, offrant ainsi un service ininterrompu du vendredi matin au dimanche peu avant minuit. La Jubilee line fait de même à dater du 7 octobre 2016, suivie des Northern line et Piccadilly line depuis l'automne 2018.

### Lignes

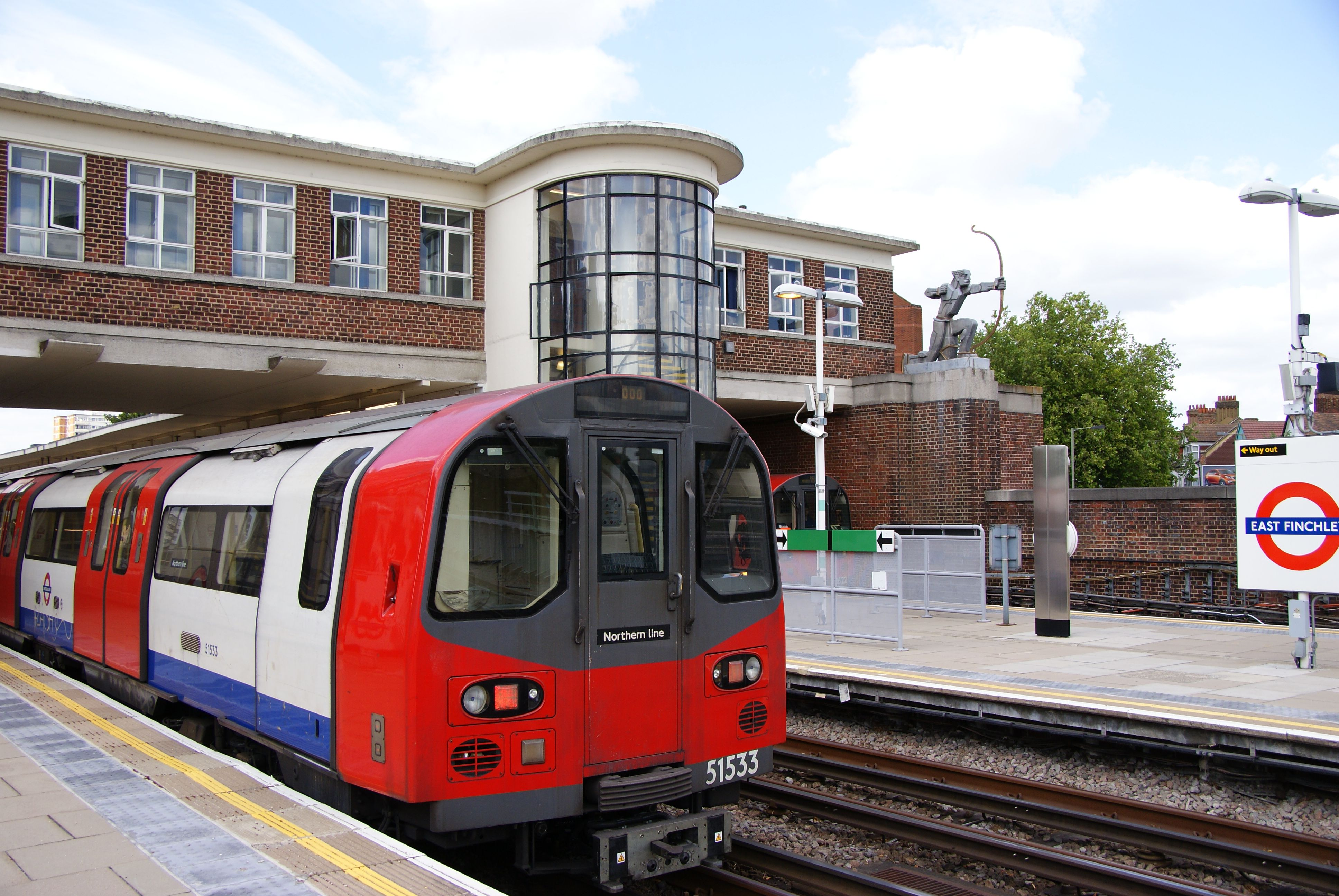
La Northern line est la ligne la plus empruntée du réseau, avec près de 300 millions de passagers par an.

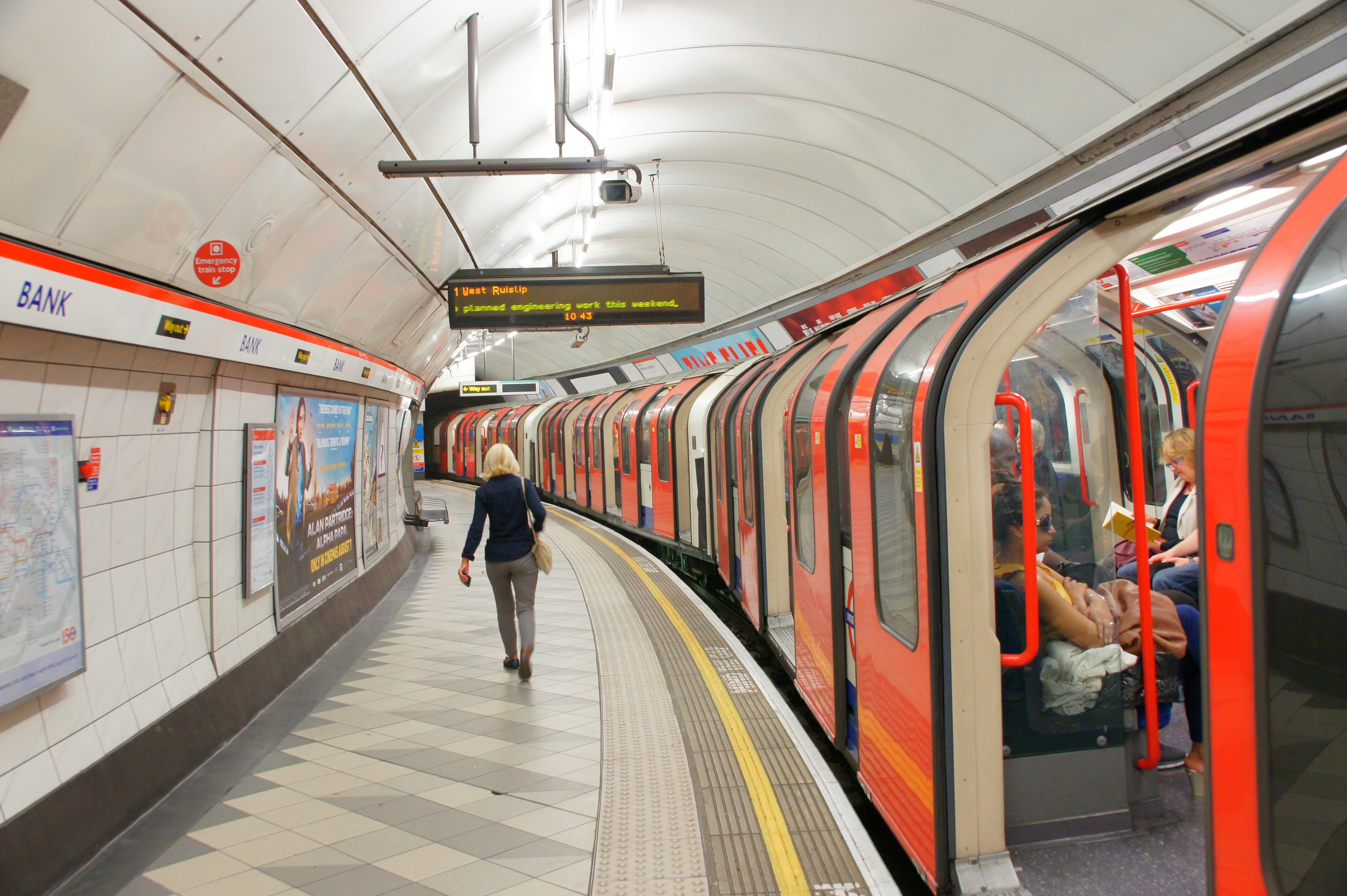
La Central line est la ligne la plus étendue du réseau londonien, avec une longueur de 74 km.

Le métro de Londres comporte onze lignes : Bakerloo line, Central line, Circle line, District line, Hammersmith & City line, Jubilee line, Metropolitan line, Northern line, Piccadilly line, Victoria line, Waterloo & City line. Jusqu'au 22 décembre 2007, le réseau comptait une douzième ligne, la East London line, qui ferme pour travaux de conversion. Elle est intégrée au réseau du London Overground lors de sa réouverture en 2010. Les lignes de métro peuvent être classées en deux types : recouvertes (Subsurface) et en souterrain profond (Deep-level Tube). Les lignes recouvertes sont creusées par la méthode des tranchées couvertes, avec les rails situés à environ cinq mètres sous la surface.
Les lignes en souterrain profond, construites en utilisant un bouclier pour forer les tunnels, se situent environ vingt mètres sous la surface (bien que cela varie considérablement), chaque voie se situant dans un tube séparé. Le diamètre de ces tunnels est seulement de 3,56 m et le gabarit est donc considérablement plus réduit que sur les lignes en tranchée, au gabarit ferroviaire britannique. Les deux types de lignes émergent généralement à la surface à l'extérieur de la zone centrale de Londres. Alors que les lignes profondes sont en grande partie autonomes, les lignes en tranchée couverte font partie d'un réseau interconnecté : chaque ligne partage ses voies avec au moins une autre ligne. Cette organisation est un peu semblable au métro de New York, où les lignes se partagent également les mêmes voies.
La Jubilee line possède la particularité d'être la seule ligne à disposer de portes palières à certaines de ses stations (les plus récentes), bien que Transport for London (TfL) a des plans pour également équiper la Bakerloo line, la Central line, la Piccadilly line et la Waterloo & City line dans le futur.
Le tableau ci-dessous représente les lignes existantes. Dans le tableau, se trouvent dans l'ordre : le nom de la ligne, sa couleur de représentation sur le plan officiel, son année d'ouverture, son type de construction, sa longueur, le nombre de stations desservies, le trafic annuel pour le cycle 2016-2017, ainsi que le matériel roulant avec lequel la ligne est actuellement exploitée.
| Ligne              | Couleur    | Année d'ouverture | Type       | Longueur | Stations desservies | Trafic annuel en millions | Matériel roulant |
| ------------------ | ---------- | ----------------- | ---------- | -------- | ------------------- | ------------------------- | ---------------- |
| Bakerloo           | Brun       | 1906              | Souterrain | 23,2 km  | 25                  | 117                       | 1972 Stock       |
| Central            | Rouge      | 1900              | Souterrain | 74 km    | 49                  | 288                       | 1992 Stock       |
| Circle             | Jaune      | 1884              | Recouvert  | 27,2 km  | 36                  | 73                        | S7 Stock         |
| District           | Vert       | 1868              | Recouvert  | 64 km    | 60                  | 226                       | S7 Stock         |
| Hammersmith & City | Rose       | 1864              | Recouvert  | 26,5 km  | 29                  | 61                        | S7 Stock         |
| Jubilee            | Gris       | 1979              | Souterrain | 36,2 km  | 27                  | 280                       | 1996 Stock       |
| Metropolitan       | Magenta    | 1863              | Recouvert  | 66,4 km  | 34                  | 80                        | S8 Stock         |
| Northern           | Noir       | 1890              | Souterrain | 57,6 km  | 52                  | 294                       | 1995 Stock       |
| Piccadilly         | Bleu foncé | 1906              | Souterrain | 70,4 km  | 53                  | 206                       | 1973 Stock       |
| Victoria           | Bleu clair | 1968              | Souterrain | 22,5 km  | 16                  | 263                       | 2009 Stock       |
| Waterloo & City    | Turquoise  | 1898              | Souterrain | 2,4 km   | 2                   | 16                        | 1992 Stock       |

### Stations
Le métro de Londres dessert au total 272 stations. Seules treize d'entre elles sont situées en dehors du Grand Londres, cinq sont même situées au-delà de l'autoroute M25, périphérique ceinturant l'agglomération.

Le réseau métropolitain de Londres et du Grand Londres.
Cartographie de la zone 1, au centre du Grand Londres.

### Matériel roulant et électrification
Les rames actuelles sont mises en circulation entre 1972 et 2014 et sont regroupées en Stocks (matériels). Celles du réseau recouvert sont identifiées par une lettre suivie éventuellement d'un nombre lorsqu'une distinction est nécessaire. Ce nombre peut désigner l'année de commande comme pour le D78 Stock commandé en 1978, ou le nombre de caisses par rame comme pour le S Stock, qui se décline en S7 Stock à 7 caisses et en S8 Stock à 8 caisses. Ceux des lignes du métro profond sont quant à eux identifiés par leur année de commande écrite en entier, même si ces noms se voient souvent raccourcis aux deux derniers chiffres de l'année ('09 Stock).
Toutes les lignes ont leur propre Stock à l'exception de la District line, de la Circle line et de la Hammersmith & City line qui se partagent le S7 Stock. Le métro de Londres est l'un des rares réseaux au monde à utiliser un système d'électrification à quatrième rail. Le quatrième rail central assure le retour du courant, qui se fait dans les systèmes par troisième rail par les rails de roulement. Le système d'électrification du métro de Londres est constitué d'un troisième rail latéral à prise de courant par frotteur chargé à +420 volts et d'un quatrième rail central situé entre les rails de roulement chargé à −210 V, le tout fournissant une tension de 630 volts.

### Technicité
Pour construire les parties souterraines du métro londonien, deux méthodes sont utilisées. La première technique de construction à être utilisée est la construction en tranchée couverte (Cut & Cover en anglais). Elle consiste à creuser une tranchée dans le sol (en général sous les avenues), puis à la recouvrir par la suite. Les lignes affleurent alors la surface et sont donc beaucoup plus bruyantes et beaucoup plus limitées dans leur conception.
Les lignes suivantes sont construites comme des tunnels, beaucoup plus profonds (20 mètres en moyenne, mais cela varie considérablement) et nettement moins gênants pour le voisinage. Le manque de lignes au sud de la ville est parfois expliqué par la géologie de l'endroit, où les sous-sols sont gorgés d'eau. De plus, il est impossible pour les lignes construites par recouvrement de franchir la Tamise. Une autre raison serait que, vers la fin du XIXe siècle, à l'apogée de la construction de nouvelles lignes de métro, le sud de Londres est déjà très bien desservi par des trains de banlieue électrifiés : il n'y a donc pas un besoin significatif de nouvelles lignes de métro.

## Histoire

### XIXesiècle

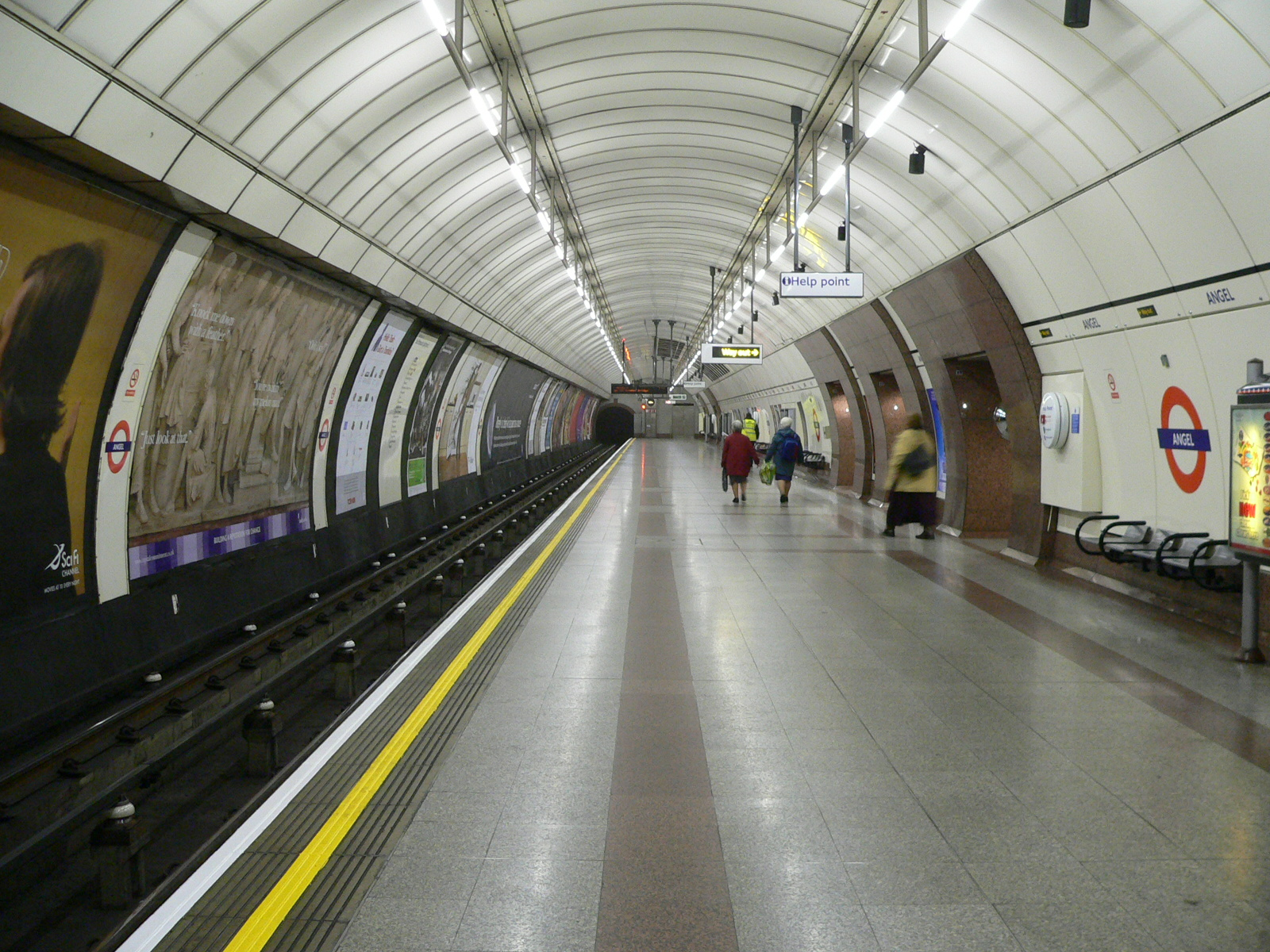
Le nom familier de « Tube » provient de la forme circulaire des tunnels et des stations possédant cette forme et à travers lesquels les trains circulent. Cette photographie montre le quai en direction du sud de la station Angel, sur la Northern line.

La première partie du réseau existant à être construite est la Metropolitan Railway, qui circule à l'origine entre Bishop's Road (aujourd'hui la station de Paddington) et Farringdon Street (station appelée de nos jours Farringdon). Premier métro urbain au monde, il est construit avec une voie à double gabarit, capable d'accueillir des trains à l'écartement de Brunel large de 2,14 m. ainsi que les autres trains à écartement standard de 1,435 m desservant Londres. À la suite de retards pour des raisons financières entre autres, le chemin de fer est autorisé en 1854 et la circulation publique a débuté un samedi, le 10 janvier 1863. Trente-mille passagers sont transportés dans la journée, avec des trains partant toutes les dix minutes. En 1880, la ligne prolongée transporte 40 millions de passagers par an. La majeure partie de cet itinéraire originel est maintenant intégrée au sein de la Hammersmith & City line. D'autres tronçons suivent rapidement : en 1884, la partie dite Inner Circle (Circle line aujourd'hui) est complétée.

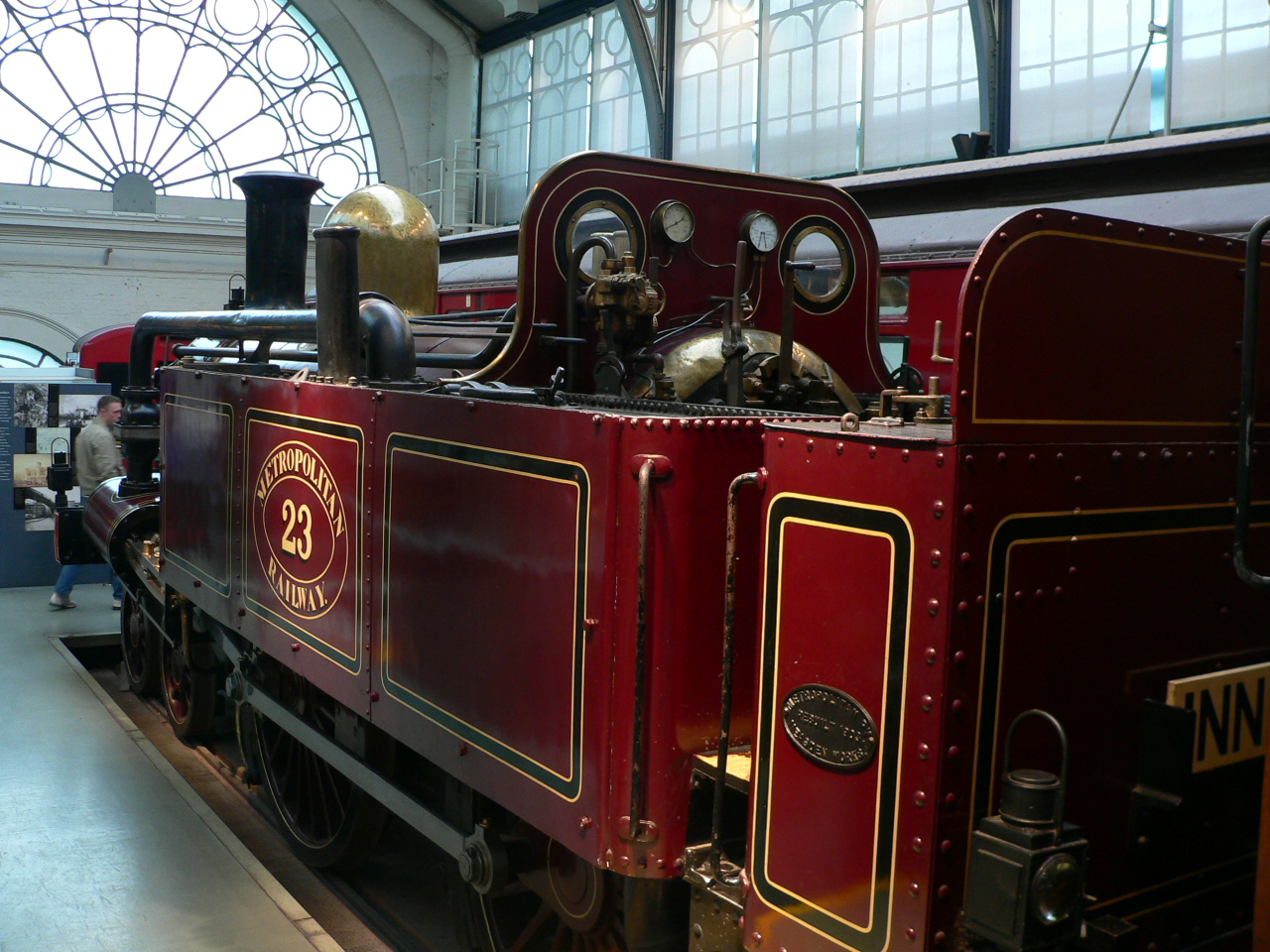
Locomotive Beyer-Peacock de classe A (no 23) conservée au musée du transport de Londres.

Au début, les tunnels sont creusés à l'aide de la méthode de construction des tranchées couvertes. La construction en tranchée couverte de la District line nécessite la démolition de plusieurs maisons sur le parcours entre Paddington et Bayswater. Les premiers trains sont tractés par des locomotives à vapeur, ce qui exige une aération efficace depuis la surface. Des gaines de ventilation aménagées en divers points de l'itinéraire permettent alors aux locomotives à vapeur d'expulser les fumées et d'amener de l'air frais dans les tunnels. Le plus connu de ces puits se situe par à Leinster Gardens. Pour préserver les caractéristiques visuelles de la rue, une façade en béton de 1,50 m d'épaisseur est construite pour ressembler à une véritable façade de maison.[pas clair]
À la suite des progrès dans l'utilisation de boucliers pour la construction de tunnels, de la traction électrique et de la maîtrise de la construction de tunnels profonds, les lignes suivantes sont construites plus profondément en sous-sol. Cela permet de causer beaucoup moins de perturbations au niveau du sol que par la méthode des tranchées couvertes. Le choix est donc préférable et moins coûteux. La City & South London Railway (faisant maintenant partie de la Northern line) ouvre en 1890. Il s'agit du premier itinéraire de niveau profond à traction électrique. À la fin du XIXe siècle, la Metropolitan Railway Company, compagnie de chemin de fer métropolitain, étend ses lignes loin en dehors de Londres. Cela entraîne la création de nouveaux quartiers des années 1870 aux années 1930.

### XXesiècle

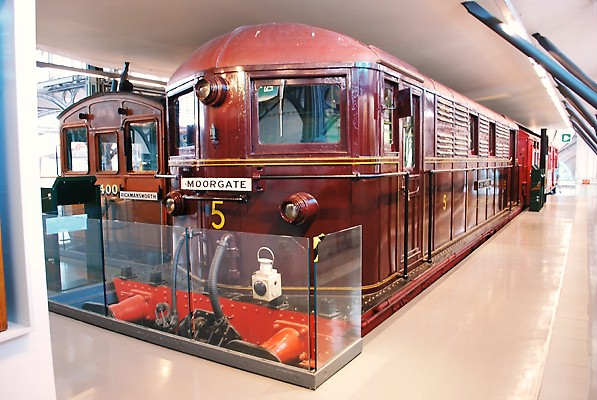
Locomotive électrique de Metropolitan-Vickers (no 5) de 1922, utilisée en service voyageur jusqu'en 1961. Une d'une paire des survivantes sur vingt ; l'autre, no 12, est utilisée pour des services spéciaux.

Au début du XXe siècle, la présence de six opérateurs indépendants exploitant différentes lignes de métro cause d'importants désagréments aux passagers, car dans beaucoup d'endroits, les voyageurs doivent marcher en surface sur une certaine distance pour changer de ligne. Les coûts liés au fonctionnement d'un tel système sont également lourds. En conséquence, beaucoup d'entreprises attendent des financiers capables de leur donner l'argent dont elles ont besoin pour s'étendre dans les banlieues résidentielles ainsi que pour l'électrification de lignes exploitées auparavant par des locomotives à vapeur.
Le plus connu de ces derniers est Charles Yerkes, un magnat américain, qui entre 1900 et 1902 acquiert la Metropolitan District Railway et le chemin de fer encore non réalisé Charing Cross, Euston & Hampstead Railway (qui deviendra plus tard une partie de la Northern line). Le 1er juillet 1933, les différents réseaux, Combine, Metropolitan, municipal et indépendant sont fusionnés au sein du London Passenger Transport Board (LPTB), entreprise publique autofinancée et non subventionnée, rapidement connue sous le nom de London Transport (LT).

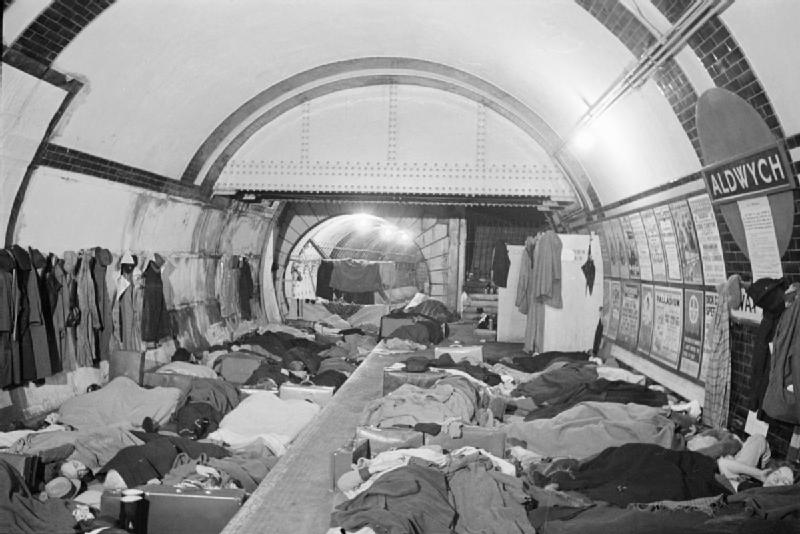
La station Aldwych utilisée comme abri lors des bombardements allemands en 1940.

Pendant la Seconde Guerre mondiale, le blitz allemand retarde les projets d'extension et conduit à utiliser de nombreuses stations de métro comme refuge anti-aérien. Le 1er janvier 1948, le gouvernement travailliste d'alors nationalise London Transport, qui devient le London Transport Executive (LTE).

### XXIesiècle

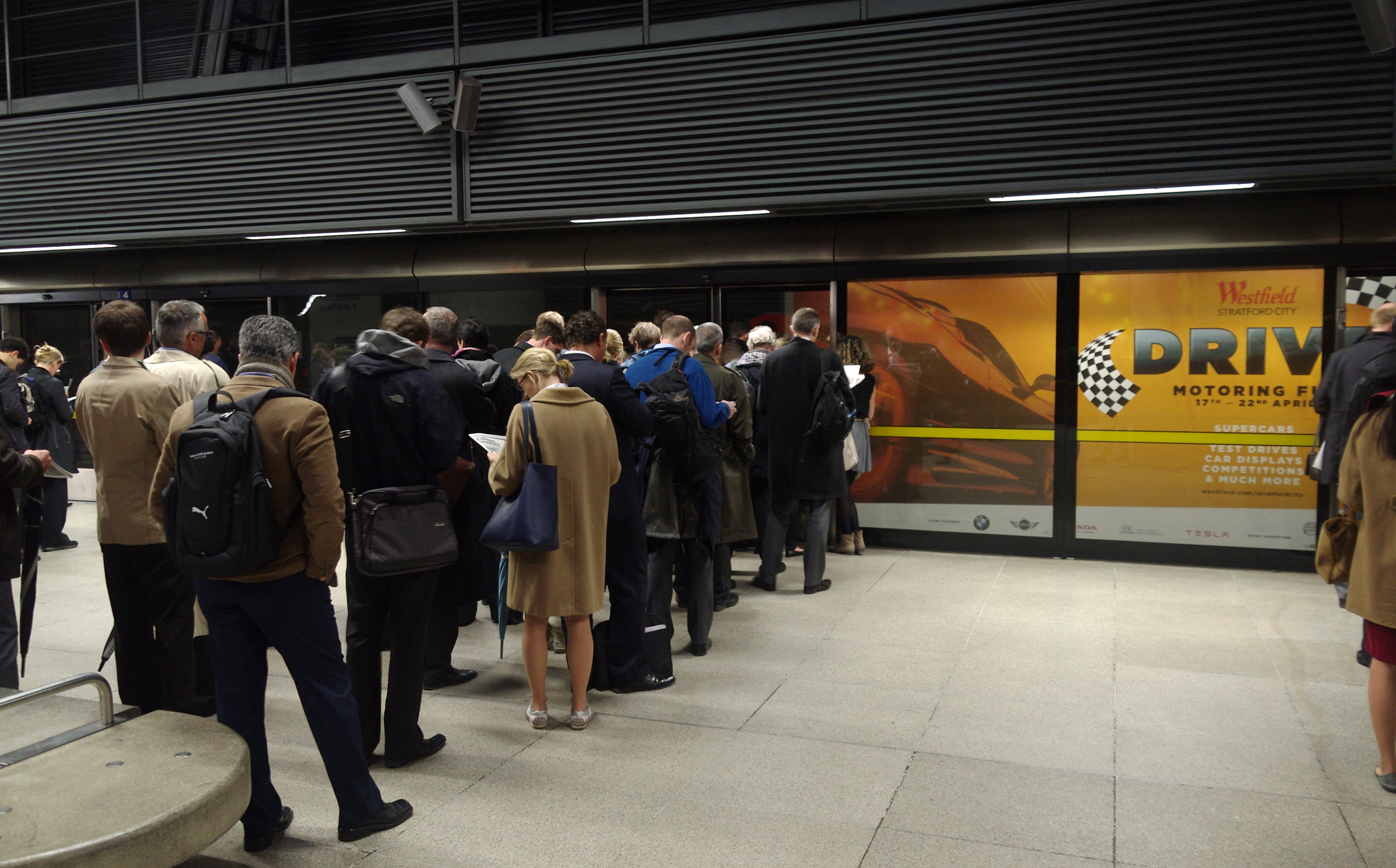
Usagers du métro à la station Canary Wharf, inaugurée en 1999 et située sur la Jubilee line, faisant la queue en attendant l'arrivée d'une rame.

Carte des lignes de métro opérationnelles les nuits de vendredi et de samedi.

Le 19 août 2016 est inauguré le Night Tube qui permet à certaines lignes du métro de rester opérationnelles toutes les nuits, les vendredis et samedis, à raison d'un train toutes les dix minutes environ. Les lignes d'abord concernées sont Victoria et Central, puis en automne de la même année, les lignes Jubilee, Northern et Piccadilly. D'autres lignes, telles que la Metropolitan, Circle, District et Hammersmith & City, pourraient également fonctionner toute la nuit durant le weekend quand leurs travaux de modernisation seront achevés. Par le passé, le métro arrêtait de rouler autour de minuit en semaine et vers une heure du matin le weekend.
Lancé par Boris Johnson en 2014, le concept de métro nocturne est déjà utilisé dans d'autres grandes villes comme New York ou Berlin et il y connaît un franc succès. Johnson déclare alors que l'idée doit être réalisée pour septembre 2015, afin que les spectateurs de la Coupe du monde de rugby à XV puissent en profiter. Néanmoins, des contestations sociales menées par les syndicats du rail, avec pour conséquence plusieurs grèves de 24 heures du métro en juillet et août 2015, suivies de difficiles négociations, retardent les plans de Johnson de près d'un an. Son successeur, Sadiq Khan, inaugure le service nocturne en août 2016. La motivation pour l'introduction du service est les bénéfices que celui-ci peut créer pour l'économie nocturne de Londres, à hauteur de 360 millions de livres sterling sur 30 ans,. Une extension de deux stations au sud-ouest de la Northern line (à partir de Kennington) vers la Battersea Power Station via Nine Elms est inaugurée en septembre 2021.

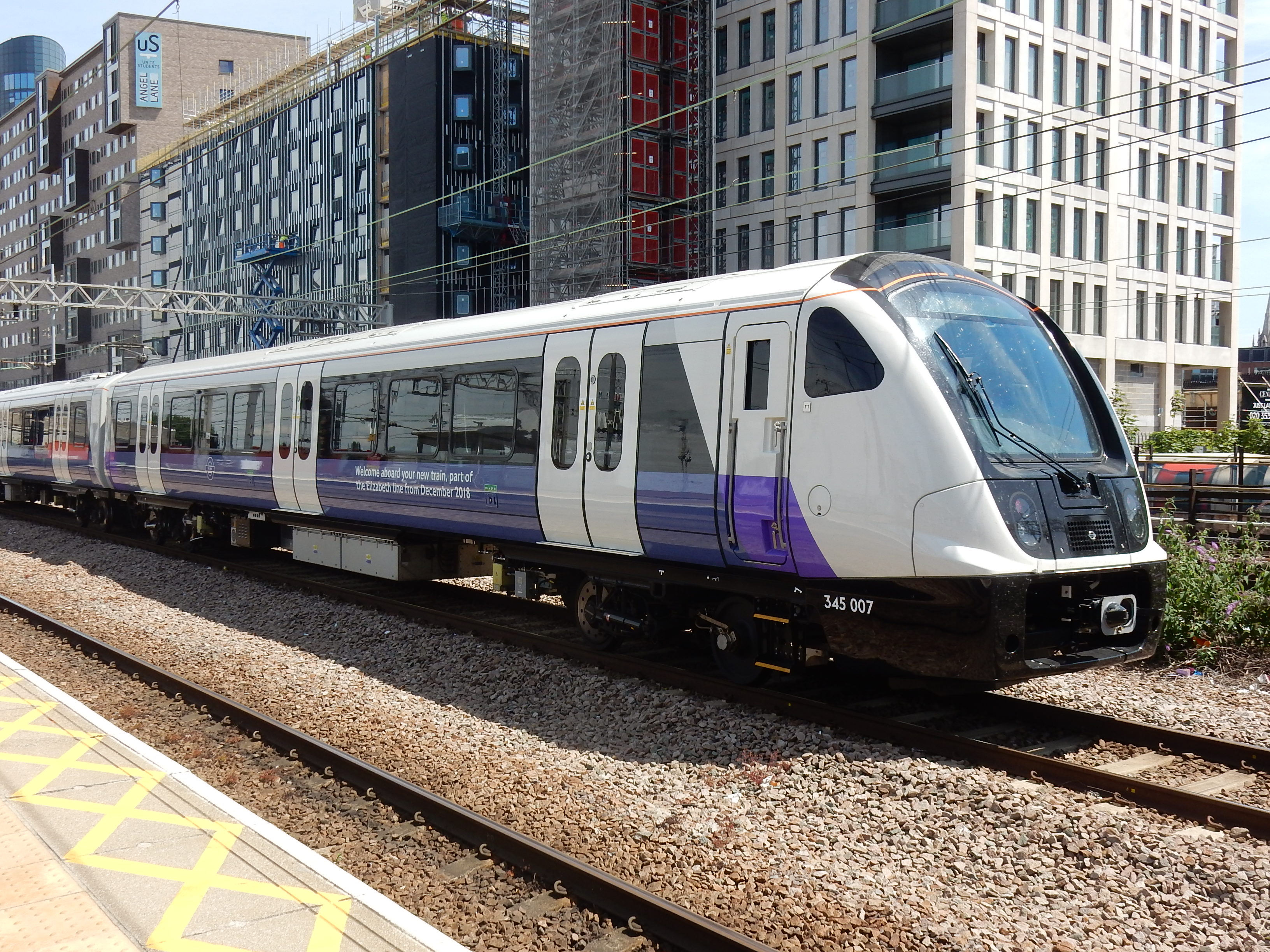
Le matériel roulant de la ligne Elizabeth (projet connu sous le nom de Crossrail lors du chantier) est alimenté par ligne aérienne, une première sur le réseau londonien.

Une extension de la Bakerloo line en direction du sud-est, à partir de son terminus méridional actuel Elephant & Castle et vers Lewisham, est en cours d'étude pour une ouverture à l'horizon 2030. Le maire Sadiq Khan dit prévoir le début des travaux en 2023[Quand ?]. Le projet pourrait ne jamais voir le jour pour des raisons budgétaires.

## Catastrophes et attentats

### Incendie
Le 18 novembre 1987 à 19 h 30, un incendie se déclare sous l'un des vieux escaliers mécaniques, alors en bois, de la station King's Cross St. Pancras, la plus fréquentée du métro londonien. La station est à l'époque desservie par 5 lignes de métro et dispose de 8 quais. L'incendie est maîtrisé 6 heures plus tard, à 1 h 45. Le bilan est de 31 morts et 20 blessés graves.

### Accidents et incidents

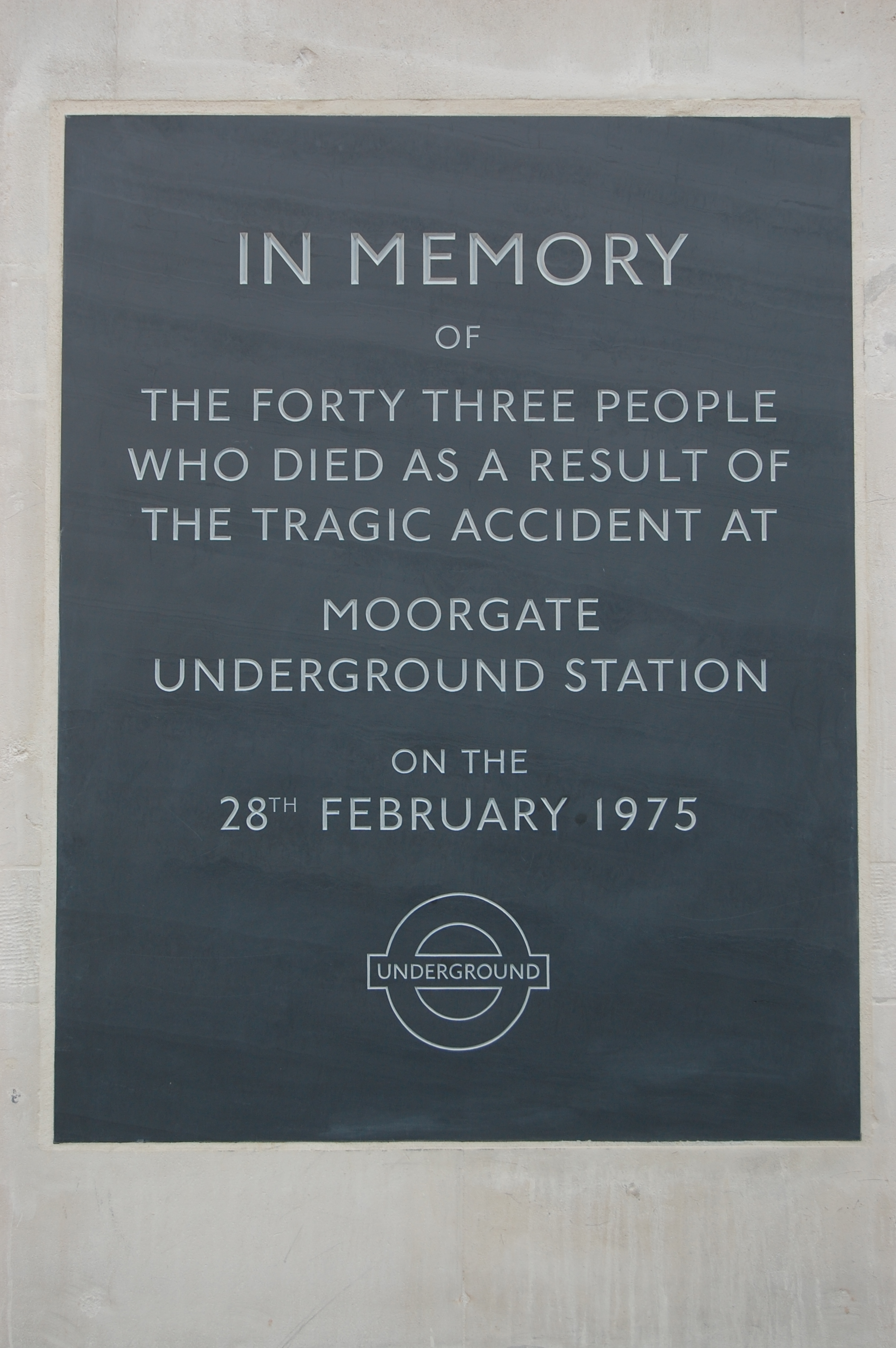
Mémorial à l'accident de Moorgate de 1975, le plus grave sur le métro de Londres.

L'accident le plus grave sur le métro de Londres a lieu le 28 février 1975. Un train de la Northern City Line ne s'arrête pas à son terminus Moorgate. Il achève sa lancée contre un mur avec ses passagers. La collision fait 43 morts (dont le conducteur du train) et 74 blessés graves. La cause de l'accident reste un mystère à ce jour ; il n'y avait pas de problèmes avec le train ou les voies et le conducteur n'était ni ivre ni drogué.
En 2004, plus de 500 personnes se sont blessées en tombant sur les rails, entre le train et le quai ou en se faisant coincer entre les portes. Ceci dure depuis un certain temps, et depuis 1969 on peut entendre à la montée et à la descente un message qui est devenu célèbre : « Mind the gap », qui signifie « Attention au vide [entre le train et le quai] » (il apparaît même sur des t-shirts et autres souvenirs touristiques). Ce message est émis dans les stations en courbe où, en raison de la longueur des voitures, certaines portes sont éloignées du quai. L'une de ces stations est Bank sur la Central line.
On peut aussi entendre « Mind the doors », lors de la fermeture des portes.

### Bousculades

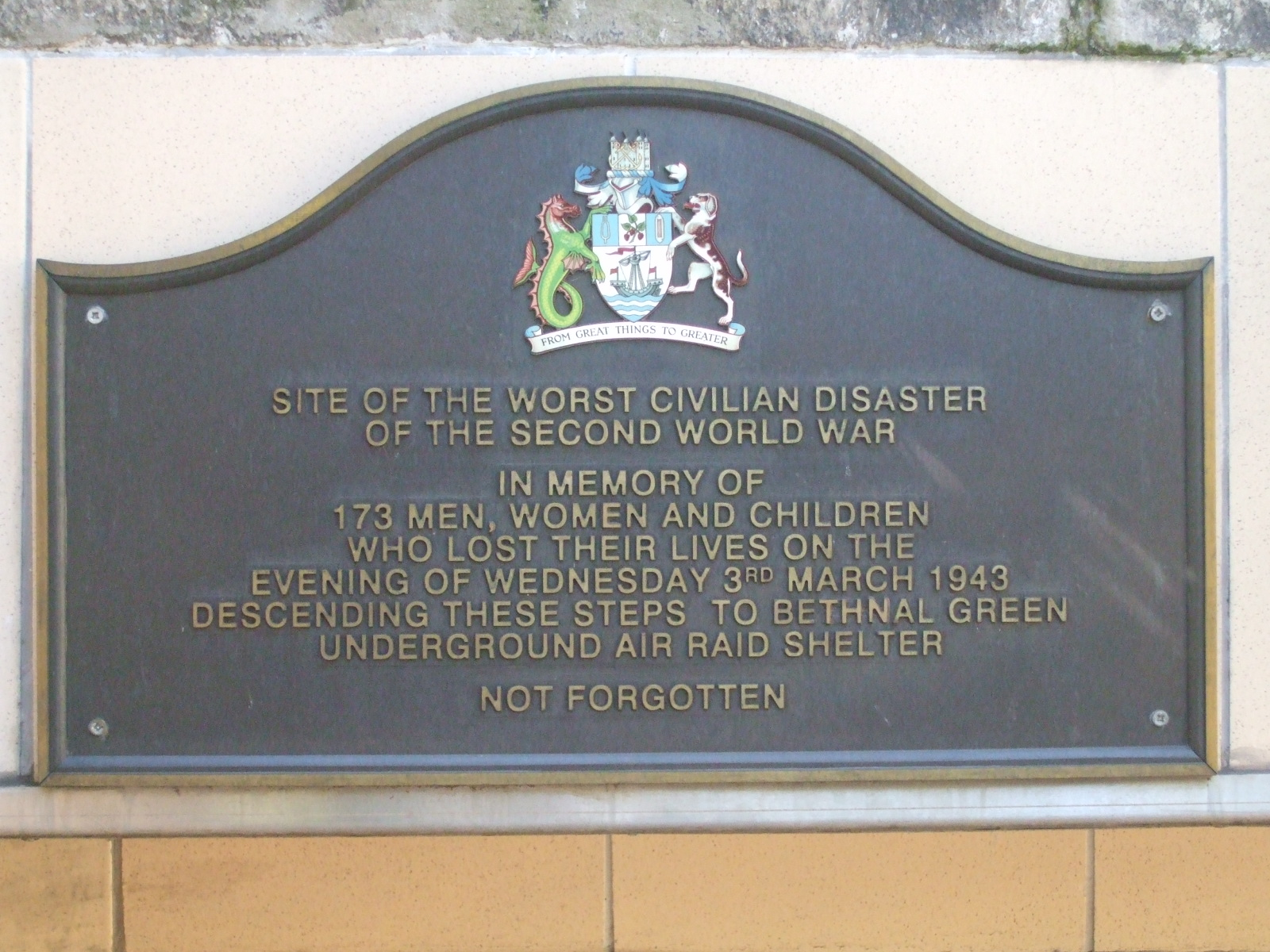
Mémorial à la bousculade de Bethnal Green en 1943.

Durant la Seconde Guerre mondiale, la station de Bethnal Green, encore en construction, est utilisée, comme beaucoup d'autres, comme refuge antiaérien. Le 3 mars 1943, une file de personnes se forme à l'entrée de la station, attendant leur admission. Une jeune femme avec un bébé perd l’équilibre et tombe de l'escalier : dans la panique, la bousculade tue 173 personnes et en blesse 62 autres dans ce qui sera le désastre civil le plus grave de cette guerre.

### Attentats
Le réseau subit plusieurs vagues d'attentats au fil des ans, en particulier du fait de l'IRA provisoire dans les années 1970 et dans les années 1990, comme le 18 février 1991 à la station Victoria (1 mort et 38 blessés). 
Plus récemment des attentats sont provenus d'extrémistes islamistes. Le 7 juillet 2005, une série d'attentats frappe les transports en commun de Londres, dont trois explosions dans des stations de métro. Le bilan des attentats est de 56 morts et 700 blessés. Une nouvelle série d'attentats se produit le 21 juillet 2005, à nouveau quatre explosions dont trois dans des stations du métro, sans faire ni mort ni blessé.

## Projets de développement

### Extensions de ligne récentes

#### Prolongement de la ligne nord jusqu'àBattersea Power Station
Il fut proposé de prolonger la Northern line de Kennington à Battersea Power Station avec un arrêt intermédiaire à Nine Elms, desservant les zones de développement de Battersea Power Station et Nine Elms. En avril 2013, Transport for London a sollicité les pouvoirs légaux d'une ordonnance relative à la loi sur les transports et les travaux pour procéder à l'extension. Les travaux de préparation ont débuté début 2015. Le tunnel principal a été achevé en novembre 2017, ayant débuté en avril. L'extension a été inaugurée le 20 septembre 2021.
Des dispositions seront prises pour une éventuelle extension future à Clapham Junction en avisant le London Borough of Wandsworth d'un cours réservé sous Battersea Park et les rues suivantes.

### Extensions de ligne proposées

#### Croxley Rail Link
La liaison ferroviaire Croxley implique le réacheminement de la succursale Watford de la Metropolitan line du terminus actuel de Watford sur une partie de la ligne secondaire Croxley Green désaffectée vers Watford Junction avec des stations à Cassiobridge, Watford Vicarage Road et Watford High Street (gare du réseau London Overground). Le financement a été convenu en décembre 2011 et l'approbation finale du prolongement a été donnée le 24 juillet 2013 dans le but de l'achever d'ici 2020.
En 2015, TfL a repris la responsabilité de la conception et de la construction de l'extension du conseil du comté de Hertfordshire et, après de nouveaux travaux de conception détaillés, a conclu qu'un montant supplémentaire de 50 millions de livres sterling serait nécessaire. Depuis novembre 2017, le projet est en attente de financement supplémentaire.

#### Prolongement de la Bakerloo line jusqu'àLewisham
En 1931, l'extension de la ligne Bakerloo d'Elephant & Castle à Camberwell a été approuvée, avec des stations à Albany Road et un échangeur à Denmark Hill. Avec l'austérité d'après-guerre, le plan a été abandonné. En 2006, Ken Livingstone, alors maire de Londres, a annoncé que dans vingt ans, Camberwell aurait une station de métro. Des plans pour une extension d'Elephant & Castle à Lewisham via Old Kent Road et New Cross Gate sont en cours d'élaboration par Transport for London, avec un achèvement possible d'ici 2029.

#### Restauration de la Bakerloo line jusqu'àWatford Junction
De 1917 jusqu'à 1982, la ligne Bakerloo continue par-delà de Harrow & Wealdstone (son terminus actuel) jusqu'à Watford Junction. En 2007, dans le cadre de la planification du transfert de la ligne North London vers ce qui est devenu London Overground, TfL a proposé de restaurer ce service.

#### Prolongement de la Central line versUxbridge
En 2011, le London Borough of Hillingdon a proposé que la Central line soit prolongée de West Ruislip à Uxbridge via Ickenham, affirmant que cela réduirait le trafic sur l'A40 dans la région.

#### Ligne de Euston à Canary Wharf
Selon le nouvel ingénieur civil, le groupe Canary Wharf a suggéré la construction d'une nouvelle ligne ferroviaire entre Euston et Canary Wharf. La proposition est à l'étude par le gouvernement.

### Infrastructure
- Bakerloo line - Les 36 trains de 1972 sur la ligne Bakerloo ont déjà dépassé leur durée de vie initiale de 40 ans. Le métro de Londres prolonge donc sa durée de vie opérationnelle en effectuant des réparations majeures sur de nombreux trains pour maintenir la fiabilité. La ligne Bakerloo fera partie du projet New Tube for London. Cela remplacera la flotte existante par de nouveaux trains articulés refroidis par air et un nouveau système de signalisation pour permettre l'exploitation automatique des trains. On prévoit que sur la ligne circuleront au maximum 27 trains par heure, une augmentation de 25 % par rapport au service de pointe actuel de 21 trains par heure.
- Central line - La ligne Central a été la première ligne à être modernisée dans les années 1990, avec 85 nouveaux trains de 1992 et un nouveau système de signalisation automatique installé pour permettre l'exploitation automatique des trains. Sur la ligne circulent 34 trains par heure pendant une demi-heure dans la pointe du matin mais n'est pas en mesure de fonctionner plus fréquemment en raison d'un manque de trains supplémentaires. Les 85 trains existants de 1992 sont les plus fiables du métro de Londres car ils sont équipés de la première génération d'équipements de traction à contrôle à thyristors à courant continu à semi-conducteurs. Les trains tombent souvent en panne, doivent être retirés du service à court terme et ne sont parfois pas disponibles en cas de besoin, ce qui entraîne des lacunes de service aux heures de pointe. Bien que relativement moderne et bien dans leur vie de conception, les trains ont besoin de travaux à moyen terme pour assurer la fiabilité continue des équipements de contrôle de la traction et maintenir le bon fonctionnement de la flotte jusqu'au renouvellement, prévu entre 2028 et 2032. Des travaux importants doivent être entrepris sur la flotte pour assurer leur fiabilité continue avec les freins, systèmes de contrôle de traction, portes, systèmes de contrôle automatique en cours de réparation ou de remplacement entre autres composants. La ligne Central fera partie du projet New Tube for London. Cela remplacera le parc existant par de nouveaux trains solitaires refroidis par air et un nouveau système de signalisation automatique plus récent. La ligne devrait comporter 36 trains par heure, soit une augmentation de 25 % par rapport au service actuel de 34 trains pour les 30 minutes les plus chargées le matin et le soir et au service de 27 à 30 trains par heure pour le reste du pic.
- Jubilee line - Le système de signalisation de la ligne Jubilee a été remplacé pour augmenter la capacité de la ligne de 20 % : sur la ligne circulent désormais 30 trains par heure aux heures de pointe, par rapport aux 24 trains par heure précédents. De même que pour la ligne Victoria, la fréquence du service devrait passer à 36 trains par heure. Pour ce faire, les systèmes de ventilation, d'alimentation électrique, de contrôle et de signalisation seront adaptés et modifiés pour permettre l'augmentation de la fréquence. Le métro de Londres prévoit également d'ajouter jusqu'à 18 trains supplémentaires à la flotte actuelle de 63 trains de 1996.
- Northern line - Le système de signalisation de la ligne Northern a également été remplacé pour augmenter la capacité de la ligne de 20 %, car sur la ligne circulent désormais 24 trains par heure aux heures de pointe, contre 20 auparavant. La capacité peut être encore augmentée si les opérations des succursales Charing Cross et Bank sont séparées. Pour ce faire, jusqu'à 50 trains supplémentaires seront construits en plus du parc actuel de 106 1995. Les cinq trains seront nécessaires pour l'extension de la ligne Northern proposée et 45 pour augmenter les fréquences sur le reste de la ligne. Ceci, combiné à la ségrégation des trains à la jonction de Camden Town, permettra 30 à 36 trains par heure, contre 24 trains par heure actuellement.

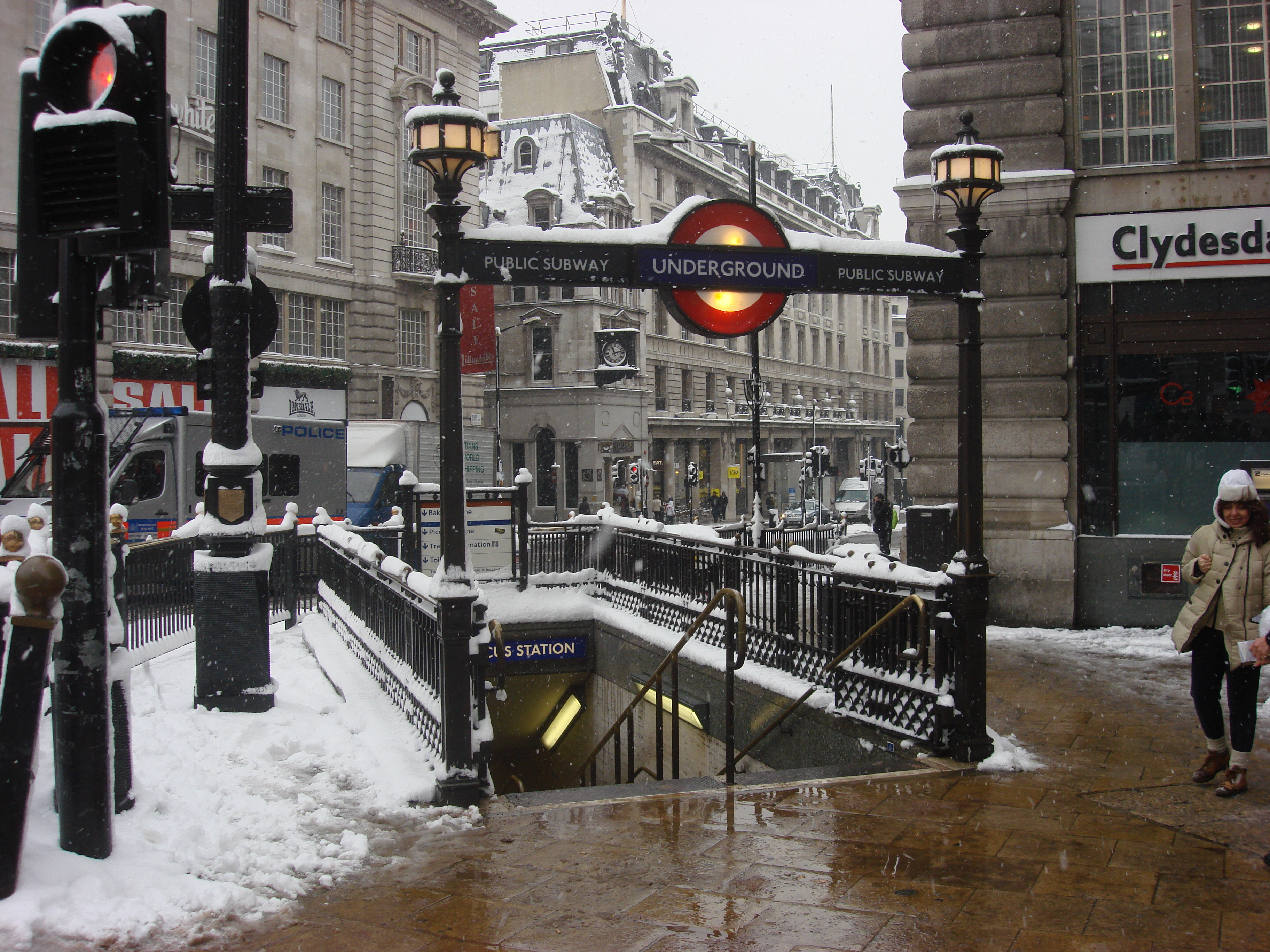
Entrée de la station Piccadilly Circus, arborant la cocarde du métro londonien.

- Piccadilly line - Les quatre-vingt-six trains de stock de 1973 qui opèrent sur la ligne Piccadilly sont parmi les trains les plus fiables du métro de Londres. Les trains ont déjà dépassé leur durée de vie nominale d'environ 40 ans et doivent être remplacés. La ligne Piccadilly fera partie du projet New Tube for London. Cela remplacera le parc existant par de nouveaux trains solitaires refroidis par air et un nouveau système de signalisation pour permettre l'exploitation automatique des trains. On prévoit que la ligne circulera de 30 à 36 trains par heure jusqu'à une augmentation de 60 % par rapport au service de train par heure 24/25 fourni aujourd'hui. Le Piccadilly sera la première ligne à être mise à niveau dans le cadre du projet New Tube for London, car l'utilisation des passagers a augmenté au cours des dernières années et devrait encore augmenter.
- Lignes souterraines (District, Metropolitan, Hammersmith & City and Circle) - De nouveaux trains S Stock ont été introduits sur les lignes souterraines (District, Metropolitan, Hammersmith & City et Circle). Ils ont tous été livrés en 2017. 191 trains ont été introduits ou sont en construction : 58 pour la ligne Metropolitan et 133 pour les lignes Circle, District et Hammersmith & City. La voie, les systèmes d'alimentation électrique et de signalisation sont également en cours de modernisation dans le cadre d'un programme visant à augmenter la capacité aux heures de pointe. Le remplacement du système de signalisation et l'introduction de l'exploitation / contrôle automatique des trains sont prévus pour 2019-22. Une salle de contrôle pour le réseau souterrain a été construite à Hammersmith et un système de contrôle automatique des trains (ATC) remplacera l'équipement de signalisation installé dans les années 1920, comme la boîte de signalisation d'Edgware Road, toujours à commande manuelle.
- Victoria line - Le système de signalisation de la ligne Victoria a été remplacé pour augmenter la capacité de la ligne d'environ 25 % ; la ligne circule désormais jusqu'à 36 trains par heure, contre 27-28 auparavant. Les trains ont été remplacés par 47 nouveaux trains 2009 de plus grande capacité. La fréquence de pointe a été portée à 36 trains par heure en 2016 après l'achèvement des travaux sur la voie pour l'aménagement des points au croisement de Walthamstow Central, qui transfère les trains en direction nord vers la ligne en direction sud pour leur voyage de retour. Cela a entraîné une augmentation de 40 % de la capacité entre Seven Sisters et Walthamstow Central.
- Waterloo & City line - La ligne a été mise à niveau avec cinq nouveaux trains de stock de 1992 au début des années 1990, en même temps que la ligne centrale a été mise à niveau. La ligne fonctionne sous signalisation traditionnelle et n'utilise pas le fonctionnement automatique du train. La ligne fera partie du projet New Tube for London. Cela remplacera le parc existant par de nouveaux trains solitaires refroidis par air et un nouveau système de signalisation pour permettre l'exploitation automatique des trains. La ligne devrait parcourir 30 trains par heure, soit une augmentation de 50 % par rapport au service actuel de 21 trains par heure. La ligne pourrait également être l'une des premières à être mise à niveau, aux côtés de la ligne Piccadilly, avec de nouveaux trains, systèmes et portes de quai pour tester les systèmes avant la mise à niveau des lignes Central et Bakerloo.

### De nouveaux trains pour les lignes à grande profondeur
À la mi-2014, Transport for London a lancé un appel d'offres pour un maximum de 18 trains pour la ligne Jubilee et jusqu'à 50 trains pour la ligne Northern. Ceux-ci seraient utilisés pour augmenter les fréquences et couvrir l'extension Battersea sur la ligne Northern.
Début 2014, le projet de remplacement du matériel roulant des lignes Bakerloo, Central, Piccadilly et Waterloo & City a été renommé New Tube for London (NTfL) et est passé de l'étape de faisabilité à l'étape de conception et de spécification. L'étude a montré qu'avec les trains de nouvelle génération et la re-signalisation :
- La capacité de la ligne Piccadilly pourrait être augmentée de 60% avec 33 trains par heure (tph) aux heures de pointe d'ici 2025.
- La capacité de la ligne centrale aura augmenté de 25% avec 33 tph aux heures de pointe d'ici 2030.
- La capacité de la ligne Waterloo & City aura augmenté de 50% d'ici 2032, après le remodelage de la voie à la gare de Waterloo.
- La capacité de la ligne Bakerloo pourrait être augmentée de 25% avec 27 tph aux heures de pointe d'ici 2033.

Le projet devrait coûter 16,42 milliards de livres sterling (9,86 milliards de livres sterling aux prix de 2013). Un avis a été publié le 28 février 2014 au Journal officiel de l'Union européenne demandant des manifestations d'intérêt pour la construction des trains. Le 9 octobre 2014, TFL a publié une liste restreinte de ceux (Alstom, Siemens, Hitachi, CAF et Bombardier) qui avaient manifesté leur intérêt à fournir 250 trains pour un montant compris entre 1,0 milliard et 2,5 milliards de livres sterling, et sur le même a ouvert une exposition avec un design de PriestmanGoode. Les trains entièrement automatisés peuvent fonctionner sans chauffeur, mais les syndicats ASLEF et RMT qui représentent les conducteurs s'y opposent fortement, affirmant que cela affecterait la sécurité. L'appel d'offres pour les trains a été lancé en janvier 2016 ; les spécifications de l'infrastructure de la ligne Piccadilly sont attendues en 2016, et le premier train devrait circuler sur la ligne Piccadilly en 2023. La conception Inspiro de Siemens Mobility a été sélectionnée en juin 2018 dans un contrat de 1,5 milliard de livres sterling.

## Culture
Le plan du métro de Londres et le logo « cocarde » sont immédiatement reconnaissables. À l'origine, les cartes étaient souvent des plans de ville avec les lignes superposées. La carte stylisée du métro est réalisée à partir d'un dessin de l'ingénieur électricien Harry Beck en 1931. Presque tous les systèmes ferroviaires urbains dans le monde possèdent désormais une carte stylisée de la même mise en page et de nombreuses compagnies de bus ont également adopté le concept.
TfL vend des licences sur la vente de vêtements et autres accessoires empruntant ses éléments graphiques, et engage des actions en justice contre une utilisation non autorisée de ses logos déposés et du plan de métro. Néanmoins, les copies non autorisées de l'emblème continuent à apparaître à travers le monde.
D'anciennes rames du métro de Londres effectuent le trafic quotidien de la Island Line sur l'île de Wight jusqu'au 3 janvier 2021. Suivant huit mois de fermeture, ce sont d'autres anciennes rames du métro de Londres, modifiées cette fois-ci, qui opèrent à présent ce service: il s'agit de rames D78 Stock, construites par Metro-Cammell et rénovées et modifiées par Vivarail, circulant auparavant sur la District line.

### Plan du métro
En 1931, Henry C. Beck, dit Harry Beck (1903-1974), conçoit un plan du métro de Londres qui pour être lisible, ne tient pas compte de la réalité géographique des lignes ni de l'éloignement des stations, mais privilégie un espacement régulier des noms de stations et des lignes droites pour favoriser la lisibilité. Ce plan, qui évolue selon les modifications du réseau, sert toujours de base au plan actuel. Sur la version de juillet 2007 est lisible : This diagram is an evolution of the original design conceived in 1931 by Harry Beck.
Ce plan est mal reçu par les services compétents, mais il est édité en janvier 1933 en respectant le plus possible le design de Beck : couleurs des lignes, les stations sans correspondances indiquées par un trait perpendiculaire, les correspondances par un losange (maintenant un cercle avec un blanc au milieu). L'édition de 1933 est tirée à 750 000 exemplaires pour un coût de £337 et 10 shillings. De nos jours £12 000. Sur un exemplaire de 2008, la modification principale est l'indication de l'accessibilité pour les handicapés et l'absence d'indication de correspondances pour la ligne DLR.

### Cocarde

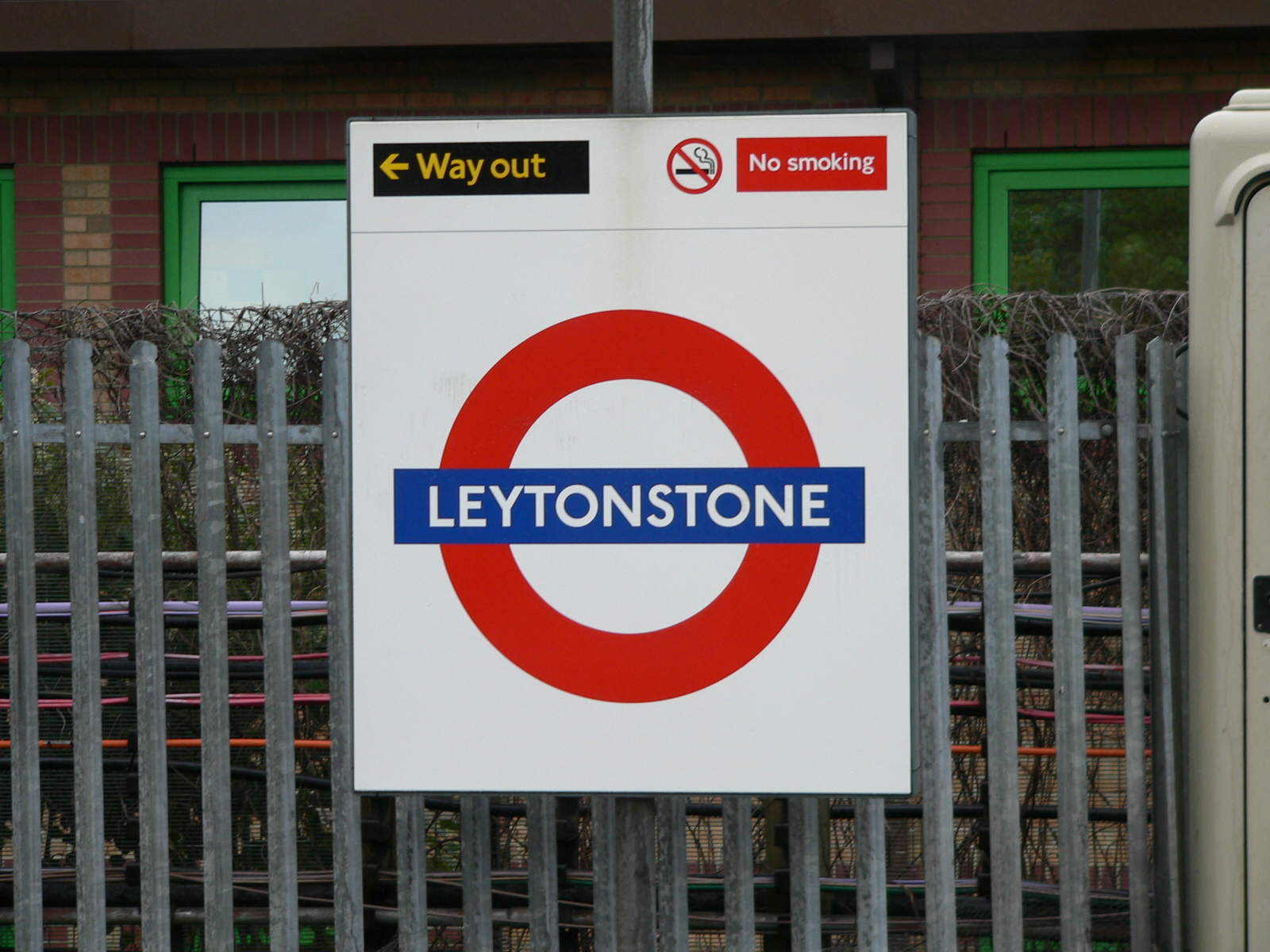
L'utilisation de la cocarde figurant le nom de la station sur une barre bleue date de 1908. La cocarde ci-dessus se situe à Leytonstone, sur la Central line.

Les origines de la cocarde, connue précédemment sous le nom de « bullseyes » (œil de bœuf) ou « cible », sont obscures. Alors que la première utilisation d'une cocarde dans le contexte du transport à Londres a été le symbole au XIXe siècle de la London General Omnibus Company - une roue avec une barre au centre portant le mot « GENERAL » - son utilisation sur l'Underground découle de la décision prise en 1908 de trouver une façon claire de mettre en évidence les noms des stations sur les quais. Le cercle rouge avec une barre bleue a été rapidement adopté, avec le mot « UNDERGROUND » écrit en blanc dans la barre, comme l'une des premières identités de l'entreprise. Le logo a été modifié par Edward Johnston en 1919.
Chaque station de métro affiche la cocarde, contenant souvent le nom de la station dans la barre centrale, aux entrées et à plusieurs reprises le long des quais, de sorte que le nom peut être facilement vu par les passagers des trains qui arrivent dans la station.
La cocarde est utilisée pour les autobus et le métro depuis de nombreuses années, et depuis que TfL a pris leur contrôle, elle a été appliquée à d'autres types de transport (taxi, tramways, DLR, etc.) dans différentes paires de couleurs. La cocarde est en quelque sorte devenue un symbole de Londres lui-même.

### Contribution aux arts

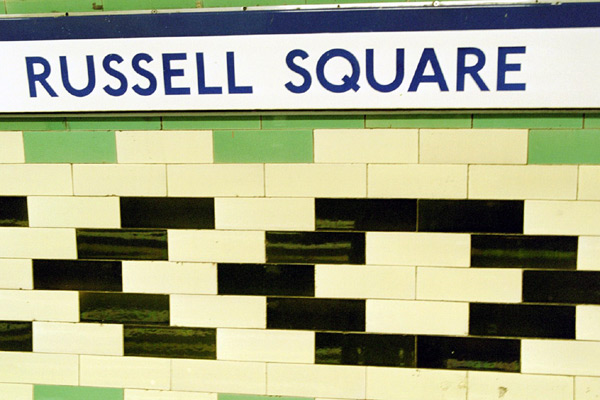
Un motif edwardien à carreaux, à Russell Square.

Le métro introduit l'art sur ses quais à travers le projet Art et poèmes dans le métro. Des espaces d'affichage (et dans le cas de la station de métro Gloucester Road, l'ensemble d'un quai désaffecté) sont consacrés à des œuvres d'art et à la poésie, afin de « créer un impact positif pour l'environnement et pour améliorer et enrichir les voyages des usagers ». En outre, les murs de certaines stations sont décorés de motifs en carreaux qui leur sont propres, comme les profils de la tête de Sherlock Holmes à Baker Street, ou une croix contenant une Couronne à King's Cross St Pancras. La station Oval possède des décorations sur le thème du cricket, avec des peintures murales, des statues et des banderoles, sur le thème de ce jeu. Les stations de Holborn et de South Kensington possèdent des décorations des momies égyptiennes et des dinosaures respectivement, rappelant leur proximité avec le British Museum et le Musée d'histoire naturelle de Londres.
Des modèles uniques de carrelage edwardiens, conçus par Leslie Green et installés dans les années 1900, ont également été utilisés sur les quais d'un grand nombre de stations conçues par Charles Yerkes sur les lignes Bakerloo, Northern et Piccadilly. Bon nombre de ces modèles existent encore, même si un nombre important d'entre eux sont désormais des répliques.
Lilian Dring a soumis un certain nombre de ses affiches à London Transport (brand) (en) au cours des années 1930 et l'une d'elles, 'Le dieu moderne des transports', était un grand dessin sur trois affiches représentant le dieu Mercure qui représentait officiellement le réseau du métro de Londres.

### Dans la culture populaire
Le métro est apparu dans de nombreux films et émissions de télévision, comme Le Métro de la mort (1972), Metro-Land (en) (1973), Neverwhere (1996), Sliding Doors (1998), Le Monde de Narnia : Le Prince Caspian et Tube Tales (en) (1999). Le London Underground Film Office traite plus de cent demandes par mois.
Le métro a également figuré dans la musique comme The JAMs dans le titre Down in the Tube Station at Midnight, la littérature et la bande dessinée (V pour Vendetta). Les légendes populaires prétendant les souterrains hantés persistent jusqu'à ce jour.
Une édition spéciale du célèbre jeu Monopoly a été conçue pour le métro de Londres.